# Palais Baroque (Timișoara)
Le Palais Baroque (en roumain : Palatul Baroc) est un palais classé sur la Piața Unirii dans le centre historique de la ville roumaine de Timișoara. Les autres noms du bâtiment sont Palais présidentiel, Prefectura Veche (Ancienne préfecture)  ou Maison du comté . Le palais richement décoré se compose de deux étages et d'une mansarde, ainsi que de deux portes d'entrée conçues dans le style baroque viennois. Le bâtiment a été récemment entièrement rénové et abrite le département d'art du musée d'art de la ville (Muzeul de Arta) depuis 1984.

## Histoire
Le palais comprend deux bâtiments antérieurs, l'Office des Mines (construit en 1733) et la Heereskasse (construite en 1735), et a été construit entre 1752 et 1754 comme maison du comté (bâtiment du gouvernement) sur le modèle du Palais Kinsky à Vienne et selon les plans de l'architecte autrichien Franz Anton Hillebrandt en style baroque. En 1885 et 1886, des modifications sont apportées à la toiture en mansarde lors de la rénovation des façades par l'architecte Jacques Klein.
Le bâtiment a rempli au fil des ans diverses fonctions, telles que la résidence des terres de la couronne comme siège des gouverneurs de Kuk de 1779 à1848 et la résidence du gouverneur de Voïvodine de 1849 à 1960. De 1861 à 1918, c'était le siège du comté de Temes. Après cela, en 1944, il a servi de siège du gouvernement du district de TimiKomitat Temes-Torontal ( Prefectura județului TimiKomitat Temes-Torontal) et comme siège du commandant des troupes soviétiques stationnées dans la ville. Pendant une courte période, il a également été le siège de l'Institut agricole (Institutul Agronomic).
Les invités qui ont logé ici comprenaient l'empereur Joseph II en 1767, l'empereur François-Joseph Ier les 7 et 8 mai 1872, et le roi Ferdinand Ier avec la reine Marie de Roumanie du 9 au 12 novembre 1923.

## Département artistique
Le département d'art du musée du Banat est installé dans le bâtiment depuis 2005. Le directeur du département artistique, Marcel Tolcea, dispose d'une équipe de trois conservateurs de tableaux contemporains, classiques et religieux. Au sous-sol, il y a des salles pour des événements culturels tels que des présentations de livres, des projections de films, des conférences, etc.

## Littérature
- N. Ilieșiu : Timișoara, monographie Istorică, Timișoara, 1943, page 336.
- Wilhelm Weber : Le musée d'art nouvellement créé à Timisoara, 2008

## Liens web
- MuzeulDeArtatm.ro, site du Muzeul de Arta